# México-Malinalco
Para ver el actual asentamiento vea: Malinalco
México-Malinalco o simplemente Malinalco fue un asentamiento importante del Imperio mexica en la Tripe alianza.

## Toponia
El topónimo de Malinalco se encuentra relacionado con el sacrificio ritual. El nombre de Malinalco deriva del sustantivo náhuatl Malinalli, que denomina a una planta típica de la región de la antigua región del Telcaxtepec. A su vez, el actual nombre Malinalco hace referencia a la mujer que hace varios siglos llegó a establecerse al cerro riscoso luego de ser abandonada por su hermano. Malinalxóchitl, por la cual a este lugar tiene como significado “Flor del zacate del carbonero”.3
En la región de Malinalco se puede encontrar esta planta la cual tiene una textura dura, áspera y fibrosa, cuando se utiliza esta planta de manera fresca, puede llegar a servir para la fabricación de sacos de carbón y las sogas que las aseguran.3
La planta Malinalli tiene antecedentes remotos, estos se encuentran relacionados con las prácticas rituales y con el flechamiento de seres humanos, estos antecedentes se encuentran distantes de la comprensión humana inmediata.

## Historia
Es en la época del "Pos-clásico temprano y el inicio del Tardío" cuando se registran los primeros pobladores en este lugar. Antes de que fuera ocupado por un grupo culhua encabezado por Cuauhtepexpetlatzin ya había estado poblado con gente de raigambre matlazinca, quienes se asentaron tanto en dicho valle como en parte de la zona tarasca de Michoacán, y tal vez por los ocuiltecos; se cree incluso que su habla ya existía desde el año 600 d. C.
"Los matlazincas tenían tres tipos de poblaciones: ceremoniales, como Calixtlahuaca y Malinalco; políticas, como Toluca, en donde residían las autoridades político-administrativas; y civiles, que incluían las cabeceras, las aldeas y las rancherías."
```
"Los templos de Malinalco fueron construidos tras la conquista de los matlatzincas por parte de los mexicas en 1576, bajo el reinado de Axayácatl. Alrededor de 1486-1490, Ahuízotl ordenó a los canteros de Tenochtitlan que construyeran el sitio, para lo cual se utilizó, sobre todo, mano de obra forzada. Cuando los españoles llegaron a Malinalco, el sitio aún no se había terminado. El ejército de Cortés interrumpió los trabajos y las piedras fueron utilizadas más tarde
```

por los frailes agustinos para construir el convento del pueblo de Malinalco."
Durante la conquista española Malinalco se rebeló así que Andrés de Tapia tuvo el encargo de hacerlos rendir junto con la gente de Ocuilan (después de la noche triste). La tierra recién pacificada se organizó en encomiendas así que en Malinalco las primeras fueron otorgadas a Cristóbal Rodríguez de Ávalos y a la Corona. Fue Cristóbal Rodríguez quien influyó en la tarea evangelizadora y apoyó para la edificación del convento.

### Primeros Pobladores
En Malinalco se encuentra un sitio al que se le podría otorgar una temporalidad de 3000 a. C. Se encuentra ubicado en una cueva conocida como Chiquihuitero. Allí podemos encontrar instrumentos burdos, desechos de sílex tallado y obsidiana, al igual que instrumentos de molienda en basalto. (“Historia General del Estado de México” 102)
Existen pinturas, aparentemente prehispánicas, cercanas a la cabecera municipal de Malinalco. Es difícil ubicar la pintura rupestre en una época específica, sin embargo, se piensa que fueron realizadas por los cazadores-recolectores de una etapa temprana. Estas fueron realizadas sobre paredes rocosas sobre los cerros alrededor de la zona y en algunas otras partes del valle. (“Historia General del Estado de México” 103)
Se diferenciaron dos grupos de pinturas: el grupo 1, en el norte del Cerro de los Ídolos; motivos antropomorfos estilizados (incluye la pintura conocida como “El Coyote”). El segundo grupo ubicado en la parte oriental del valle, se compone de motivos antropomorfos, que aparentan danzar, en posiciones variadas (pintura “Los diablitos”). Se han encontrado más ejemplo a los costados de la cumbre Matlatac, pero no se encuentran en buenas condiciones puesto que sus motivos han sido destruidos (por asociarse a prácticas contrarias a la religión cristiana). (“Historia General del Estado de México” 103)

### La Presencia de Teotihuacán en Malinalco
Teotihuacán conformó un predominio pluricultural compuesto por grupos procedentes de diferentes regiones de Mesoamérica (Oaxaca, área Maya, zona de la Huasteca, etcétera). (“Historia General del Estado de México” 105)
La expansión de Teotihuacán fue un proceso gradual al cual primero se incorporaron áreas adyacentes como el valle de Toluca, la región poblano-tlaxcalteca, Hidalgo, Morelos y finalmente otras regiones más lejanas de Mesoamérica. (“Historia General del Estado de México” 105)
En Malinalco se han encontrado 24 sitios con cerámica teotihuacana, lo cual confirma el interés de Teotihuacán en el valle como acceso a tierra caliente (Guerrero y Morelos). Los sitios de esta época están distribuidos de manera distinta que en otras regiones del Altiplano Central en general. Estos asentamientos se ubican en los cerros (de los 24 sitios, 13 se encuentran en esta zona). (“Historia General del Estado de México” 105)
Pareciera que los asentamientos habitacionales más importantes son los que se conocen como Acomulco y Acatonalco; no cuentan con arquitectura monumental, sin embargo, tienen una considerable extensión. Ambos sitios se localizan en la zona más fértil del valle, la zona sur. (“Historia General del Estado de México” 105)
“Resulta extraño que, aunque existen evidencias de una relación con Teotihuacán, no se hayan descubierto sitios con elementos arquitectónicos representativos de la gran urbe.” (“Historia General del Estado de México” 108). Las influencia teotihuacanas se observan solo en restos de vasijas. La relación con Teotihuacán no era estrecha lo cual sugiere que el interés era encontrar una vía de acceso hacia Guerrero. La mayor parte de los elementos encontrado pertenecen a la fase llamada Metepec, la última fase cultural del Clásico y no coincide con el apogeo de Teotihuacán. (“Historia General del Estado de México” 106).
No existían centros de jerarquías, sino sitios habitacionales dispersos, lo que hace suponer que la región obedecía el desarrollo del Altiplano Central. (“Historia General del Estado de México” 106)

### Guerra Florida
El pueblo de Huitzilopochti era el pueblo escogido por el sol. Éste fue el encomendado de abastecer al sol con su alimento, es por esto que para Huitzilopochtli, la guerra es una representación de culto y una actividad obligatoria. Lo anterior dicho, lo llevó a crear la Xochiyaoyotl, conocida como la guerra florida, que a diferencia de las otras guerras tenía como objetivo principal obtener prisioneros para sacrificios al sol. 
El prisionero es un ser humano perteneciente al pueblo que es escogido por el sol, quien es su servidor y se debe hacer un guerrero que desde su nacimiento es preparado para la guerra sagrada (combate en el cual asistían los tlaxcaltecas, enemigo de los guerreros).
La Xochiyaoyotl fue pactada entre los pueblos de Tenochtitlán, Texcoco y Tlacopa, guerra desde sus orígenes orientada en contra del pueblo de Tlaxcala, en la cual participaba Cholula y Huejotzinco.Malinalco no era indiferente a dicha celebración, ya que la presencia de un temalácatl en el templo era perteneciente a los cuauhtli-ocelotl,y era empleado como sede para dicho evento. Dicho evento, daba como prueba que los guerreros águilas y los guerreros tigres, eran parte fundamental de la Xochiyayotl, ya que proporcionaban presos para que estos lucharan sobre el temalácatl, el cual les proporcionaba la oportunidad de convertirse en mensajeros del sol.

### Guerreros Águilas
Eran los guerreros más amados y respetados, estimados por los gobernantes. Eran los guerreros que contaban con más privilegios y las máximas exenciones. Estos guerreros eran a quienes los reyes arreglaban con armas y divisas, las cuales eran elegantes y ostentosas. Ningún consejo de guerra era tomado sin su consentimiento, es decir, las órdenes que ellos proporcionaban y ejercían no se contradecían y eran aceptadas por los reyes. 
El amo de estos guerreros era el sol, por lo cual honraban y cuidaban el templo solar con el respeto merecido. Finalmente, el sol decidió nombrar a los guerreros como caballeros de su orden. Estos caballeros les proporcionaban señales a los reyes, las cuales servían como tareas que enaltecían sus grandezas.

### Sacrificio al sol
Los residentes se conocían por el gentilicio de Malinaltecatl, que se encuentra ubicado cerca de Tecolhuacan, el cual es conocido como un pueblo solar que como actividad principal realizaba el sacrificio humano.
En el topónimo de Malinalco, se encuentran unos ojos estelares, estos ojos dan como referencia a los prisioneros que fueron sacrificados en el téchcatl (piedra que era utilizada en los sacrificios) para ser ofrendados al sol, estos prisioneros al ser sacrificados se convierten en hombres estrellas los cuales alimentaron al sol con sus vidas.